# Буравихин, Виктор Анатольевич
Виктор Анатольевич Буравихин (24 августа 1931 года—22 июня 1999 года) — советский и российский учёный-педагог, ректор Иркутского пединститута (1961—1978), ректор Тульского пединститута (1978—1981), член-корреспондент АПН СССР (1968), член-корреспондент РАО (1993).

## Биография
Родился 24 августа 1931 года в с. Усть-Ануй Быстроистокского района Алтайского края РСФСР в семье колхозников.
В 1955 году окончил с отличием физико-математический факультет Иркутского государственного педагогического института, где в дальнейшем и работал, пройдя путь от преподавателя до ректора (1961—1978).
В 1958 году направлен в целевую аспирантуру по специальности «Физика магнитных явлений» Красноярского педагогического института к профессору Л. В. Киренскому.
В это время в Красноярске был создан Институт физики СО АН СССР, и в нём, а также на физическом факультете МГУ, одним из первых создал экспериментальные установки и провёл исследования по физике тонких магнитных плёнок толщиной от десяти до тысячи атомных слоёв. В 1961 году досрочно защитил кандидатскую диссертацию, тема: «Магнитная структура тонких магнитных пленок».
В 1967 году защитил докторскую диссертацию, став первым доктором физико-математических наук в области физики магнитных плёнок, тема: «Влияние механических напряжений на магнитные свойства пленок».
В 1968 году присвоено учёное звание профессора, и тогда же избран членом-корреспондентом АПН СССР.
С 1978 по 1981 годы — ректор Тульского государственного педагогического института имени Л. Н. Толстого.
В декабре 1981 году был переведён на работу в Москву первым заместителем председателя Правления Всесоюзного общества «Знание» и первым заместителем председателя Центрального совета народных университетов СССР.
С 1987 по 1993 годы — директор Всесоюзного научно-методического центра профессионально-технического образования и член коллегии Госпрофобра СССР, директор Республиканского научно-методического центра по высшему и среднему специальному образованию Минвуза РСФСР, проректор по научной работе Московского педагогического государственного университета имени В. И. Ленина, позднее являлся проректором Московского государственного открытого педагогического университета, президентом Международной академии наук педагогического образования.
Член-корреспондент РАО (1993).
Виктор Анатольевич Буравихин умер 22 июня 1999 года.

## Научно-организационная деятельность
Основатель иркутской школы физиков-магнитологов.
В октябре 1962 года под его руководством в Иркутском пединституте была создана лаборатория по физике магнитных явлений, изучавшая тонкие ферромагнитные конденсаты, а в 1965 году по разрешению Государственного Комитета Совета Министров СССР по науке и технике там же была открыта проблемная лаборатория физики магнитных явлений, в ней разработано и изготовлено современное научное оборудование для изучения свойств магнитных плёнок, что позволило Иркутскому педагогическому институту стать крупным научным центром и выйти на международную арену.
Автор более 300 научных работ, ряда монографий, изобретений, автор учебных пособий по физике магнитных плёнок, магнетизму, физике редкоземельных металлов, элементарным частицам, которые используются в учебном процессе ВУЗов.
Им подготовлено более 50 докторов и кандидатов физико-математических наук.
Возглавлял или входил в состав оргкомитетов и выступал с докладами о результатах исследований по физике тонких магнитных плёнок, редкоземельных металлов, микроэлектронике на всесоюзных и международных конференциях и конгрессах.
Инициатор создания в Иркутске Восточно-Сибирского филиала Международной академии наук педагогического образования и Восточно-Сибирской межрегиональной академии наук педагогического образования.
Академик Российской академии естественных наук, академик Международной академии информатизации.
Сочинения
- Биография электрона. М.: Знание, 1985. (в соавторстве);
- Влияние механических напряжений на магнитные свойства пленок. Иркутск: Восточно-Сибирское книжное издательство, 1968;
- Практикум по магнетизму: учебное пособие. Москва: Высшая школа, 1979. (в соавторстве).

## Награды
- два ордена Трудового Красного Знамени
- Заслуженный деятель науки Российской Федерации (1995)[1]
- Почётная грамота Президиума Верховного Совета РСФСР
- Почётный работник высшей школы Российской Федерации
- медали имени С. И. Вавилова, К. Д. Ушинского, Н. К. Крупской, А. С. Макаренко